# Carol Bowman
Carol Bowman, M.S., (14 de octubre de 1950) es una escritora, conferenciante, consejera profesional, y terapeuta, conocida por su trabajo de estudio de casos de reencarnación, en especial los relacionados con niños pequeños.
Sus dos primeros libros, Children's Past Lives (Bantam Books, 1997) y Return from Heaven (HarperCollins, 2001), sobre la reencarnación, han sido publicados en más de dieciséis idiomas.
Bowman también ha trabajado con adultos como terapeuta de vidas pasadas durante más de veinte años. Estudió con pioneros del campo de las regresiones a vidas pasadas, y obtuvo una Maestría en Ciencias en Counseling por la Universidad Villanova, después de graduarse en el Simmons College de Boston.
Tras la publicación de sus libros ha sido portavoz destacada de las vidas pasadas de niños. Ha aparecido en muchos programas de radio y televisión, incluyendo El Show de Oprah, Good Morning America, Unsolved Mysteries, ABC Primetime, y The Art Bell Show, así como en programas en la A&E Network, Discovery Channel y la BBC. Ha dado conferencias en Noruega, Bélgica y Holanda, y hablado para el Omega Institute y la Fundación Edgar Cayce.